# Devon Bostick
Devon Kenneth-Thomas Bostick (Toronto, 13 de novembro de 1991) é um ator canadense, mais conhecido pelo seu papel principal no filme Adoration, dirigido por Atom Egoyan, e por seu papel como Jasper em The 100 e Rodrick Heffley no filme Diary of a Wimpy Kid.

## Filmografia

### Produção
| Ano  | Título                |
| ---- | --------------------- |
| 2012 | Em Busca Pela Verdade |
| 2013 | Seasick Sailor        |

### Escritor
| Ano  | Título |
| ---- | ------ |
| 2013 | Done   |

### Séries
| Ano  | Título                                  | Papel               |
| ---- | --------------------------------------- | ------------------- |
| 2002 | The Scream Team                         | Criança Gritando    |
| 2003 | The Truth About The Head                | Garota              |
| 2003 | DC 9/11: Time of Crisis                 | Filho do Bombeiro   |
| 2004 | O Enviado                               | Zachary Clark Wells |
| 2004 | Hustle                                  | Garota              |
| 2005 | Terra dos Mortos                        | Brian               |
| 2005 | Shania: A Life in Eight Albums          | Mark                |
| 2005 | Knights of The South Bronx              | Darren              |
| 2006 | Aruba                                   | Mark                |
| 2006 | Citizen Duane                           | Maurie Balfour      |
| 2006 | American Pie: O Último Stifler Virgem   | Estudante           |
| 2007 | A Life Interrupted                      | Jovem Bobby         |
| 2007 | The Altar Boy Gang                      | Terry               |
| 2007 | Finn's Girl                             |                     |
| 2007 | The Poet                                | Guarda              |
| 2007 | Fugitive Pieces                         | Ben "Teenager"      |
| 2007 | O Anjo de Pedra                         | Marvin              |
| 2007 | Jogos Mortais 4                         | Derek               |
| 2007 | King of Sorrow                          | Homem Baixo         |
| 2008 | Princess                                | Menina mais Velha   |
| 2008 | Adoration                               | Simon               |
| 2008 | The Dreaming                            | Garota              |
| 2008 | Roxy Hunter e Halloween Horripilante    | Drew                |
| 2009 | The Good Germany                        | Dale Mackay         |
| 2009 | A Ilha dos Mortos                       | Garota              |
| 2009 | Jogos Mortais 6                         | Brent               |
| 2010 | Diário de um Banana                     | Rodrick Heffley     |
| 2010 | Verona                                  | Christopher         |
| 2010 | The Long Autumn                         | Garota              |
| 2010 | Pooka                                   | Bradley             |
| 2011 | Diário de um Banana 2: Rodrick é o Cara | Rodrick Heffley     |
| 2011 | Filhos da Escuridão                     | Lucas               |
| 2011 | Sacrifice                               | Mike                |
| 2011 | The Entitled                            | Dean Taylor         |
| 2012 | Diário de um Banana 3: Dias de Cão      | Rodrick Heffley     |
| 2012 | Em Buasca Pela Verdade                  | Renaldo             |
| 2012 | Dead Before Dawn 3D                     | Casper Galloway     |
| 2013 | The Art of The Steal                    | Ponch               |
| 2014 | Small Time                              | Freddy Klein        |
| 2015 | Regression                              | Roy Gray            |
| 2017 | Okja                                    | Silver              |

| Ano       | Título                                 | Papel                              | Temporada e Episódios                                                                                                  |
| --------- | -------------------------------------- | ---------------------------------- | --- |
| 1998      | Exhibit A: Secrets of Forensic Science | Son                                | 2ª Temporada; episódio: "The Gun Men".                                                                                 |
| 2002-2003 | Odyssey 5                              | Adolescente Gótico / Joey Grossman | 1ª Temporada; episódio: "Time Out of Mind" e "Follow The Leader".                                                      |
| 2003      | Jake 2.0                               | Jovem Garoto                       | 1ª Temporada; episódio: "The Tech"                                                                                     |
| 2004      | 1-800 Missing                          | Zack                               | 2ª Temporada; episódio: "Resurrection".                                                                                |
| 2006      | 72 Horas: True Crime                   | Filho de Mary                      | 3ª Temporada; episódio: "Fat Bandit".                                                                                  |
| 2006-2007 | Degrassi: The Next Generation          | Nic                                | 6ª Temporada; episódios: "Can't Hardly Wait", "Working for The Weekend" e "What's If Feel Like to be a Ghost? part. 2" |
| 2007      | Stump                                  | Ryan                               | Protagonista |
| 2009      | Assassin's Creed: Lineage              | Ezio Auditore                      | Protagonista |
| 2009      | The Border                             | Ali Jabir                          | Episódio: "Broken" |
| 2010      | Rookie Blue                            | Martin Bentz                       | 1ª Temporada; episódio: "Fresh Paint".                                                                                 |
| 2010      | Flashpoint                             | Paul Wilder                        | 3ª Temporada; episódio: "Unconditional Love".                                                                          |
| 2010      | Haven                                  | Jimmy                              | 1ª Temporada; episódio: "Sketchy".                                                                                     |
| 2011      | The Listener                           | Bennie                             | 2ª Temporada; episódio: "Jericho".                                                                                     |
| 2011      | She's The Mayor                        | Doutor Jimmy                       | 1ª Temporada; episódio: "Heart and Hope".                                                                              |
| 2009-2011 | Being Erica                            | Leo Strange                        | 17 episódios |
| 2011      | The Casting Room                       | Ele Mesmo                          | 2ª Temporada; episódio: "Devon Bostick".                                                                               |
| 2013      | Monday Mornings                        | Benjamin Decada                    | 1ª Temporada; episódio: "Forks Over Knives".                                                                           |
| 2013      | Aim High                               | Marcus Anderson                    | Coadjuvante |
| 2014      | The 100                                | Jasper                             | Elenco Principal |
| 2015      | "Til It Happens to You (videoclipe)"   | TBA                                | |